# Astanamukti
Astanamukti is een bestuurslaag in het regentschap Cirebon van de provincie West-Java, Indonesië. Astanamukti telt 3647 inwoners (volkstelling 2010).